# Ergin Ataman
Ergin Ataman (* 7. Januar 1966 in Istanbul) ist ein ehemaliger türkischer Basketballspieler und jetziger -trainer von Panathinaikos Athen. Er ist ebenfalls Cheftrainer der türkischen Nationalmannschaft.

## Karriere als Spieler
Seine Karriere als Spieler begann er 1978 bei Eczacıbaşı und setzte sie bei Yeşilyurt fort.

## Karriere als Trainer

### Anfänge
Ataman begann seine Trainerkarriere in der Jugendabteilung von Eczacıbaşı und wechselte 1990 zu Efes Pilsen. Auch dort arbeitete er zunächst in der Jugend, wurde aber in der Saison 1991/92 zum Co-Trainer von Aydın Örs ernannt. 1996 errang Ataman mit der Mannschaft den Korać-Cup, den damals drittwichtigsten europäischen Pokal im Basketball. Nach dieser Saison wechselte er als Cheftrainer zu Türk Telekom und sicherte sich mit der Mannschaft bereits in seiner ersten Saison den zweiten Platz in der Liga und somit einen Startplatz in der EuroLeague. Bei der Europameisterschaft 1997 war er als Co-Trainer für die türkische Nationalmannschaft tätig.
In der Saison 1998/99 betreute er keine Mannschaft. Stattdessen widmete er sich dem theoretischen Studium über Basketball an der Stanford University in den Vereinigten Staaten.

### Erste Erfolge als Cheftrainer
Nach einer nur wenige Wochen andauernden Beschäftigung bei Pınar Karşıyaka wurde Ataman zur Saison 1999/2000 wieder zu Efes Pilsen geholt. Diesmal bekam er den Posten des Cheftrainers. Bereits in dieser Saison schaffte er mit seiner Mannschaft den Einzug in das Final Four der Euroleague. In der nächsten Saison gewann Efes Pilsen den türkischen Präsidentenpokal. Im Februar 2001 verließ Ataman den Verein und wurde von Oktay Mahmuti abgelöst.
Ataman entschied sich, seine Karriere im Ausland fortzusetzen und trainierte ab 2001 den italienischen Verein Montepaschi Siena. 2002 gewann er mit Siena den Saporta Cup und errang sowohl den ersten Pokal für den toskanischen Verein, als auch den bis dato wichtigsten Erfolg seiner Trainerkarriere. In der nächsten Saison gelang ihm erneut der Einzug in das Final Four. Zur Saison 2003/04 wechselte der Istanbuler wieder in seine Heimat und trainierte drei Jahre lang Ülkerspor. Dort gewann er jeweils zweimal den türkischen und den Präsidenten-Pokal.

### Zweiter Trainerposten in Italien und erneute Rückkehr in die Türkei
Im November 2006 wechselte Ataman abermals nach Italien. Dieses Mal wurde er von Climamio Bologna eingestellt. Aber schon ein Jahr später kehrte er in seine Heimatstadt zurück und betreute von da an Beşiktaş Cola Turka. 2007/08 schloss er mit Beşiktaş die Saisonhauptrunde als Tabellenführer ab. Die Meisterschaft konnte man allerdings nicht für sich entscheiden, da man in den Play-offs ausschied. Im ULEB Cup schied man im Viertelfinale gegen den anderen türkischen Vertreter Galatasaray aus, nachdem man die Gruppenphase mit zehn Siegen als Tabellenführer abgeschlossen hatte.
Seine erste Meisterschaft feierte Ataman 2009 mit Efes Pilsen, zu dem Verein war er ein Jahr zuvor zurückgekehrt. In derselben Saison gelang ihm der Sieg des türkischen Pokals. 2010 wurde er von Beşiktaş zurückgeholt. 2012 gelang ihm mit dem Gewinn der Meisterschaft eine Überraschung. Es war die erste seit 37 Jahren für den Istanbuler Traditionsklub. Außerdem gewann er in derselben Saison die EuroChallenge und somit als erster türkischer Trainer seinen zweiten europäischen Titel. Zum Spieljahr 2012/13 wechselte Ataman zum Stadtrivalen Galatasaray und führte diesen ebenfalls zum Gewinn der türkischen Meisterschaft, in dem man in der Endspielserie Banvitspor schlug. 2016 geleitete Ataman Galatasaray zum Gewinn der europäischen Wettbewerbs EuroCup.
Im Dezember 2017 übernahm er wieder das Traineramt bei der ehemals Efes Pilsen und inzwischen Anadolu Efes Istanbul genannten Mannschaft. 2019 und 2021 gewann er mit Istanbul die türkische Meisterschaft, auch auf europäischer Ebene stellten sich Erfolge ein. 2021 führte Ataman die Mannschaft zum Gewinn des wichtigsten europäischen Wettbewerbs, Euroleague, und wurde anschließend als bester Trainer der Euroleague-Spielzeit 2020/21 ausgezeichnet. 2022 gelang ihm mit Anadolu Efes der abermalige Euroleague-Sieg. 2023 führte er die Mannschaft wieder zum Gewinn des türkischen Meistertitels.

### Wechsel nach Griechenland
Im Juni 2023 gab Panathinaikos Athen Atamans Verpflichtung bekannt, der Türke erhielt bei der griechischen Spitzenmannschaft einen Zweijahresvertrag. Er führte Panathinaikos Ende Mai 2024 zum Gewinn der Euroleague und im Folgemonat zum Gewinn der griechischen Meisterschaft.

### Türkische Nationalmannschaft
Im März 2014 wurde Ataman zum Cheftrainer der türkischen Basketballnationalmannschaft ernannt. Es wurde bekanntgegeben, dass er die Mannschaft drei Jahre lang betreuen solle. Die türkische Nationalmannschaft war bis zu Atamans Antritt 190 Tage lang ohne Cheftrainer, nachdem Bogdan Tanjević nach der Europameisterschaft 2013 seinen Rücktritt eingereicht hatte. Ataman betreute die türkische Auswahl bei der Weltmeisterschaft 2014, bei der man Achter wurde, und bei der Europameisterschaft 2015 (14. Platz). Im April 2022 kehrte er neben seiner Arbeit bei Anadolu Efes ins Amt des türkischen Nationaltrainers zurück.

## Erfolge

### Als Trainer
- Türk Telekom Ankara
  - Türkischer Präsidentenpokal: 1 (1997)
- Montepaschi Siena
  - Saporta Cup: 1 (2002)
- Ülkerspor
  - Türkischer Pokal: 2 (2004, 2005)
  - Türkischer Präsidentenpokal: 2 (2004, 2005)
- Efes Pilsen
  - Türkische Meisterschaft: 4 (2009, 2019, 2021, 2023)
  - Türkischer Präsidentenpokal: 2 (2000, 2009)
  - Türkischer Pokal: 2 (2009, 2022)
  - Euroleague-Sieg: 2 (2021, 2022)
- Beşiktaş Istanbul
  - Türkische Meisterschaft: 1 (2012)
  - Türkischer Pokal: 1 (2012)
  - EuroChallenge: 1 (2012)
- Galatasaray Istanbul
  - Türkische Meisterschaft: 1 (2013)
  - ULEB Eurocup: 1 (2016)
- Panathinaikos Athen
  - Euroleague-Sieg: 1 (2024)
  - Griechischer Meister: 1 (2024)
  - Griechischer Pokalsieger: 1 (2025)